# گمینا اولسنو (استان اوپوله)
گمینا اولسنو (استان اوپوله) (به لهستانی:  Gmina Olesno) یک گمینا در لهستان است که در شهرستان اولسنو واقع شده‌است. گمینا اولسنو ۲۴۰٫۸ کیلومتر مربع مساحت و ۱۸٬۸۳۷ نفر جمعیت دارد.